# Cuartel de Santa Ana
El Cuartel de Santa Ana es un edificio que alberga la Escuela de Hostelería de Melilla, está situado entre la Puerta de la Marina y el Túnel de la Marina en el Primer Recinto Fortificado de Melilla la Vieja, Melilla (España) y forma parte del Conjunto Histórico Artístico de la Ciudad de Melilla, un Bien de Interés Cultural.

## Historia
Fue construido entre 1794 y 1796 y alberga en la actualidad la Escuela de Hostelería de Melilla después de que fuera restaurado y acondicionado entre 2000 y 2001 según proyecto de Mateo Bazatequí y Manuel Ángel Quevedo y equipado con cocinas entre 2001 y 2002.

## Descripción
Está construido en piedra de la zona paros los muros y ladrillo macizo para los arcos y las bóvedas. Consta de una de bóveda rebaja con arcos torales paralela a la muralla, con ventanas arquitrabadas horadadas a ella y otras tres transversales a la muralla, desde las que se accede al Aljibe Viejo.